# Merle Oberon

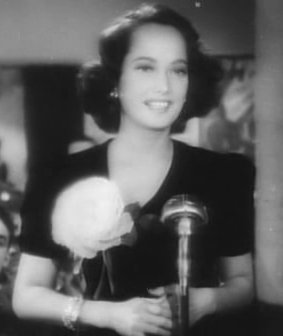
Merle Oberon în 1943

Merle Oberon, pe numele său adevărat Estelle Merle O'Brien Thompson, (n. 19 februarie 1911, Bombay, India Britanică – d. 23 noiembrie 1979, Malibu, California, SUA) a fost o actriță britanică.

## Biografie
Merle Oberon a trăit în India până la vârsta de 17 ani după care a emigrat în Marea Britanie. Cariera sa artistică a început aici, la începutul anilor 1930. Ea obține un contract cu Samuel Goldwyn și merge în 1934 în America, unde va avea o cariera de succes la Hollywood.
Prima sa apariție în USA, Folies Begerè va fi alături de Maurice Chevalier, în 1935.

## Filmografie
- 1931 Serviciu pentru doamne (Service for Ladies), regia: Alexander Korda
- 1933 Viața privată a lui Heinrich al VIII-lea (The Private Life of Henry VIII), regia: Alexander Korda (cu Charles Laughton și Robert Donat)
- 1934 Viața particulară a lui Don Juan (The Private Life of Don Juan), regia: Alexander Korda (cu Douglas Fairbanks sen.)
- 1935 The Dark Angel, regia: Sidney Franklin (cu Fredric March)
- 1936 Dușmănia (Beloved enemy), regia: Henry C. Potter (cu David Niven)
- 1936 These Three, regia: William Wyler (cu Miriam Hopkins și Joel McCrea)
- 1937 Eu, Claudius, regia: Josef de Sternberg (cu Charles Laughton)
- 1938 Mezalianța (The Cowboy and the Lady), regia: Henry C. Potter
- 1939 La răscruce de vânturi (Wuthering Heights), regia: William Wyler (cu Laurence Olivier și David Niven)
- 1940 Ultima întâlnire ('Til We Meet Again), regia: Edmund Goulding
- 1941 That Uncertain Feeling, regia: Ernst Lubitsch (cu Melvyn Douglas)
- 1943 De azi și din totdeauna (Forever and a Day), regia: René Clair
- 1945 Dragostea noastră (This Love of Ours), r. William Dieterle
- 1945 A Song to Remember, regia: Charles Vidor (cu Paul Muni)
- 1948 Berlin Express, regia: Jacques Tourneur (cu Robert Ryan)
- 1954 În adâncul inimii (Deep in My Heart), regia: Stanley Donen
- 1954 Désirée, regia: Henry Koster (cu Marlon Brando și Jean Simmons)
- 1967 Hotel, regia: Richard Quine (cu Rod Taylor, Karl Malden și Melvyn Douglas)